# Hypostrymon aepeona
Hypostrymon aepeona is een vlinder uit de familie van de Lycaenidae. De wetenschappelijke naam van de soort werd als Thecla aepeona in 1920 gepubliceerd door Draudt.